# Alfa Kentavridi
Alfa Kentavridi so meteorji iz vsakoletnega meteorskega roja. Radiant Alfa Kentavridov leži v ozvezdju Kentavra (Cen) (Centaurus) v bližini sistema Alfa Kentavrov. Alfa Kentavridi se pojavljajo od 28. januarja do 21. februarja, svoj vrhunec pa dosežejo 8. februarja.

## Zgodovina[1]
Odkritje Kentavridov pripada M. Buhagiarju, ki jih je opazoval v letih od 1969 do 1980. Leta 1980 je objavil seznam meteorskih rojev v katerem sta bila navedena dva radianta. Oba radianta sta bila označena kot izvor meteorskega roja Beta Kentavridov. V letu 1979 so v Avstraliji opazovali meteorski roj, ki je imel vrhunec 7. februarja. Naslednje leto pa so  opazovali meteorski roj, ki je imel vrhunec 8. februarja, vendar radiant ni bil na istem mestu. Roj iz leta 1979 je tako postal znan kot Alfa Kentavridi, roj iz leta 1980 pa kot Beta Kentavridi.
Možno je tudi, da je že leta 1938 C. Hoffmeister opazoval ta meteorski roj v južni Afriki. Oba roja se precej razlikujeta. Alfa Kentavridi so precej stalen roj, Beta Kentavridi pa spremenljiv.

## Opazovanje
Alfa in Beta Kentavridi imajo radiante zelo blizu. Alfa Kentavridi imajo največjo aktivnost okoli 3 utrinke na uro, njihova navidezna svetlost je 2,45. Meteorji so hitri in svetli. Najlepše se opazujejo na južni polobli.